# 39427 Charlottebronte
39427 Charlottebronte este o planetă minoră (asteroid), cu un diametru de 15,312 km, din centura de asteroizi. A fost descoperită pe 25 septembrie 1973 la Observatorul Palomar de Cornelis Johannes van Houten și a fost numită după Charlotte Brontë. 
Obiectul prezintă o orbită caracterizată de o semiaxă mare de 3,9953219 UAi, o excentricitate de 0,19, o înclinație de 3,87185 ° în raport cu ecliptica.